# Syrisch-Arabisch
Syrisch-Arabisch ist die in Syrien gesprochene arabische Umgangssprache.
Der syrische Dialekt ist mit dem libanesischen, palästinensischen und jordanischen Dialekt sehr nahe verwandt, so dass diese Dialekte in der Levante oft zu einem einzigen Dialekt, dem Levantischen, zusammengefasst werden.
Wie alle arabischen Dialekte wird das Syrisch-Arabische meist nur gesprochen, für den Schriftverkehr wird allgemein das Hocharabische benutzt. Allerdings lässt sich eine Tendenz zur Verschriftlichung des Dialekts feststellen, so z. B. in einigen Internetforen, in denen viele Benutzer im arabischen Dialekt (allerdings oft im lateinischen Alphabet unter Verwendung des Arabischen Chat-Alphabets, in letzter Zeit aber auch mit arabischem Alphabet) schreiben.
Syrisch-Arabisch ist nicht mit der eigentlichen, aber heute fast völlig verdrängten syrischen Sprache zu verwechseln, die zum Aramäischen gehört.

## Bedeutung des Syrisch-Arabischen
Die Musikindustrie sowie die zunehmende Ausbreitung des Satellitenfernsehens haben dazu beigetragen, dass Syrisch-Arabisch fast überall auf der arabischen Halbinsel verstanden wird. Während die Popmusik das Verständnis des Levantinisch-Arabischen in der arabischen Welt allgemein förderte, sind es im Bereich des Fernsehens syrische Fernsehproduktionen, die mit Serien und Telenovelas das Verständnis des syrischen Dialekts im Speziellen verbreiten. Dabei kommt dem großen Erfolg der zu Ramadan ausgestrahlten Serie Bab al-Hara und ähnlichen Fernsehproduktionen eine Sonderrolle zu.

## Unterschiede in der Lautung
Die hocharabischen interdentalen Spiranten ث th und ذ dh werden im Dialekt der Ansässigen im Westen des Landes wie t beziehungsweise d gesprochen, in einigen Wörtern auch wie s. Das Gleiche gilt für das emphatische ظ das von den Ansässigen wie ز (stimmhaftes s) gesprochen wird. Der Buchstabe ج, im Hocharabischen [d͡ʒ] (dsch wie in Dschungel) gesprochen, klingt im Damaszener Dialekt etwas weicher, nämlich [ʒ] (wie g in Etage). In weiten Teilen des Landes wird er jedoch wie im Hocharabischen ausgesprochen.
Statt des Kehllauts ق q wird in den urbanen Ausprägungen des Syrisch-Arabischen meist ein fester Stimmabsatz (Hamza) gesprochen. In Wörtern und Redewendungen des religiösen bzw. nicht profanen Lebensbereichen überwiegt allerdings die Handhabe, den Buchstaben immer und der Hochsprache nahe auszusprechen. Beduinen sprechen diesen Laut meist stark velarisiert als [g] aus. In einigen Dialekten des Nordens wird anlautendes q zu k. Sehr weit verbreitet unter den Beduinen ist die Aussprache des k als [t͡ʃ] (tsch). Die Diphthonge ai und au werden oft zu langem e beziehungsweise langem o zusammengezogen. In den meisten Silben werden unbetonte Kurzvokale zu einem Schwa-Laut reduziert oder ausgelassen. Dies geschieht in unterschiedlich starker Ausprägung und weist vom Sprecher abhängige, teils sehr starke Abweichungen auf. So finden sich im Norden des Landes Dialekte des Syrisch-Arabischen, die in der ersten Person selbst das auslautende, kurze u der Konjugation der Verben im Perfekt aus der Hochsprache bewahrt haben (z. B.: qultu oder kultu statt zu erwarten ʿılt).

## Unterschiede in der Grammatik
Wie in allen gesprochenen arabischen Dialekten ist auch im syrischen Arabisch die Grammatik einfacher als im Hocharabischen. Die wichtigsten Unterschiede:
- Anders als in der Hochsprache gibt es keine unterschiedlichen Fälle (Nominativ, Genitiv, Akkusativ). Die Kasusendungen und damit auch die Nunation fallen weg.
- Konjunktiv und Apokopat (Jussiv) existieren nicht.
- Die Verneinung von Verbalsätzen erfolgt sowohl in Gegenwart als auch Vergangenheit durch die Partikel ما mā (hocharabisch لا lā für Gegenwart und لم lam für Vergangenheit), Nominalsätze werden mit مو mū verneint (hocharabisch: ليس laysa mit Akkusativ).
- Die im Hocharabischen gebräuchlichen weiblichen Pluralverbformen werden nicht verwendet, ebenso wenig wie die Verbformen des Duals.

## Unterschiede im Vokabular
Zwischen dem syrischen Dialekt und der arabischen Hochsprache bestehen auch im Vokabular Unterschiede. Im Falle der Strukturwörter zeigen sich diese Unterschiede sehr deutlich. Teilweise ist nur die Lautung eine andere, teilweise werden aber auch völlig andere Wörter als im Hocharabischen benutzt.
Die Liste soll einen kleinen Überblick geben. Sie enthält einige Strukturwörter des Damaszener Dialekts und das im Hocharabischen üblicherweise verwendete Pendant.
| Deutsch        | Hocharabisch | Hocharabisch | Damaszenisch | Damaszenisch  |
| als            | عندما        | ʿindamā      | وقت إللي     | wa′t ıllī     |
| auch           | أيضًا         | ayḍan        | كمان         | kamān         |
| dann           | ثم           | ṯumma        | بعدين        | baʾdēn        |
| dort           | هناك         | hunāka       | هنيك         | hınīk         |
| draußen        | في الخارج    | fī l-ḫāriǧi  | برا          | barrā         |
| drinnen        | في الداخل    | fī d-dāḫili  | جوا          | ǧuwwā         |
| es gibt        | يوجد         | yūǧadu       | فيه          | fīh           |
| fast           | بالكاد       | bil-kādi     | يدوب         | yıdōb         |
| gut            | جيد          | ǧayyid       | كويس، منيح   | kwayyıs, mnīḥ |
| halb           | نصف          | niṣfu        | نص           | nuṣṣ          |
| er hat         | له           | lahu         | اله          | élō           |
| hier           | هنا          | hunā         | هون          | hōn           |
| in             | في           | fī           | ب            | b-            |
| ja             | نعم          | naʿam        | اي           | ē             |
| jemand         | أحد          | aḥadun       | حدا          | ḥadā          |
| jetzt          | الآن         | al-āna       | هله          | halla         |
| kommende(r, s) | القادم       | al-qādimu    | الجاي        | ıl-ǧāyy       |
| nächste(r, s)  | آخر          | āḫaru        | تاني         | tānī          |
| nur            | فقط          | faqaṭ        | بس           | bass          |
| oder           | أم           | am           | ولا          | wıllā         |
| schon, noch    | حتى الآن     | ḥattā l-ān   | لسا          | lissā         |
| sehr           | جدا          | ǧiddan       | كتير         | ktīr          |
| seit           | منذ          | munḏu        | من           | mın           |
| so             | هكذا         | hākaḏā       | هيك          | hēk           |
| wann           | متى          | matā         | امتى         | ēmtā          |
| was            | ما، ماذا     | mā, māḏā     | شو           | šū            |
| wegen          | من أجل       | min aǧli     | منشان        | mınšān        |
| wenig          | قليل         | qalīl        | شوي          | šwayy         |
| wenn doch      | ليت          | layta        | يا ريت       | yā rēt        |
| wie, als       | ك            | ka           | متل          | mıtl          |
| ich will       | أريد         | urīdu        | بدي          | bıddī         |
| wirklich       | فعلا         | fiʾlan       | ولله         | wa-llāh       |
| wo             | أين          | ayna         | وين          | wēn           |
| zu             | إلى          | ilā          | على، ع       | ʿalā, ʿa      |

## Beispielsatz
Die oben angedeuteten Unterschiede bewirken, dass ein auf Hocharabisch formulierter Satz im syrischen Dialekt vollkommen anders lauten kann:
أريد أن أذهب إلي الجامعة غدا.
urīdu an aḏhaba ilā l-ǧāmiʿati ġadan (Hocharabisch)
بدي روح عل جامعة بكرة.
bıddī rūḥ ʿal-ǧāmʿa bukrā (Damaszener Dialekt)
(Deutsch: Ich möchte morgen zur Universität gehen.)